# خدابخش جدغال توكاني
خدابخش جدغال توكاني (بالفارسية: خدابخش جدگال توکانی) هي قرية تقع في البلدة المركزية في إيران. يقدر عدد سكانها بـ 229 نسمة بحسب إحصاء 2016.